# 糖水
糖水(Tong sui、粤語拼音:tong4 seoi2)または甜湯(tim4 tong1)は、広東料理の最後にデザートとして出される甘くて温かいスープまたはカスタードの総称である。広東料理に独特のもので、他の地域の中華料理には見られない。広東語を話す地域以外では、スープ状のデザートが1つのカテゴリーとは見なされず、糖水という用語は用いられない。
幅広い様々な種類の糖水が存在し、香港やマレーシアでは、様々なものが屋台で販売されている。
このようなデザート屋台は、海外の華僑の間でも人気があり、カナダ、オーストラリア、アメリカ合衆国等のいくつかの都市でも見られる。

## 主な種類
- 芝麻糊 - 挽いた黒胡麻を水、氷砂糖とともに煮る。風味を良くするため、香草が加えられることもある。
- 豆花 - 豆腐のプディングで、甘いシロップが別皿で付いてくる。
- 卵糖水 - 香港と中国南部で人気がある。
- 葛粉湯 - クズのスープ
- 亀苓膏 - ミスジハコガメから作るデザート
- 雪蛤 - 乾燥したカエルの卵管から作るデザート
- 小豆粥/餡 - 小豆は熱湯に1時間漬けて皮を柔らかくし、豆が破裂するまで20-30分煮る。風味を良くするために香草が加えられることもある。
- 西米露 - タピオカとココナッツと無糖練乳から作る。
- 緑豆粥 - 小豆と同様にリョクトウから作る。